# Dow Travers
Dow Travers, né le 8 juillet 1987 à George Town, est un skieur alpin et joueur de rugby caïmanais.

## Biographie
Il découvre le ski à Beaver Creek au Colorado, puis  commence à courir des compétitions à partir de l'âge de 14 ans en France, mais a accès à la neige seulement une semaine par an jusqu'à l'âge de 18 ans.
Frère de Dillon et Dean Travers, aussi skieurs alpins, il devient le premier sportif caïmanais aux Jeux olympiques d'hiver en 2010 à Vancouver, puis en 2014 à Sotchi, étant à chaque fois porte-drapeau à la cérémonie d'ouverture et de clôture. En 2010, il finit 69e du slalom géant, alors qu'en 2014, il échoue à terminer le slalom et slalom géant.
Il a participé également aux Championnats du monde 2009 à Val d'Isère, prenant la 65e du slalom.
Représentant l'université Brown, il est sélectionné dans l'équipe de rugby à XV de l'All Ivy depuis 2008 et est sélectionné internationalement avec les Îles Caïmans.
À noter qu'il possède aussi les passeports britannique et canadien, nationalités de ses parents.